# Hexurella
Famille
Genre
Hexurella  est un genre d'araignées mygalomorphes, le seul de la famille des Hexurellidae.

## Distribution
Les espèces de ce genre se rencontrent aux États-Unis en Californie et en Arizona et au Mexique en Basse-Californie et au Sonora,.

## Paléontologie
Cette famille n'est pas connue à l'état fossile.

## Description
Les espèces de ce genre mesurent de 2,5 à 5 mm.

## Liste des espèces
Selon World Spider Catalog (version 24.5, 12/08/2023) :
- Hexurella apachea Gertsch & Platnick, 1979
- Hexurella encina Gertsch & Platnick, 1979
- Hexurella ephedra Monjaraz-Ruedas, Mendez & Hedin, 2023
- Hexurella pinea Gertsch & Platnick, 1979
- Hexurella rupicola Gertsch & Platnick, 1979
- Hexurella uwiiltil Monjaraz-Ruedas, Mendez & Hedin, 2023
- Hexurella xerica Monjaraz-Ruedas, Mendez & Hedin, 2023
- Hexurella zas Monjaraz-Ruedas, Mendez & Hedin, 2023

## Systématique et taxinomie
Ce genre a été décrit par Gertsch et Platnick en 1979 dans les Mecicobothriidae. Il est placé dans les Hexurellidae par Hedin et Bond en 2019.
Cette famille rassemble huit espèces dans un genre.

## Publications originales
- Gertsch & Platnick, 1979 : « A revision of the spider family Mecicobothriidae (Araneae, Mygalomorphae). » American Museum Novitates, no 2687, p. 1-32 (texte intégral).
- Hedin, Derkarabetian, Alfaro, Ramírez & Bond, 2019 : « Phylogenomic analysis and revised classification of atypoid mygalomorph spiders (Araneae, Mygalomorphae), with notes on arachnid ultraconserved element loci. » PeerJ, vol. 7, no e6864, p. 1-24.